# Église Stella Maris de Cayman Brac
L'église Stella Maris est une église catholique située sur l'île de Cayman Brac, dans les Îles Caïmans.

## Historique
L'église suit le rite romain et dépend de la Mission sui juris des îles Caïmans, créée en 2000 sous le pontificat du pape Jean-Paul II.
Elle a coûté approximativement 800 000 dollars et a été la première église catholique de l’île. Bénie et ouverte aux offices religieux le 5 février 2011 en présence de l'archevêque Allen Vigneron, archevêque de Detroit aux États-Unis et supérieur de la Mission sui juris des îles Caïmans, l'église dépend de l'archidiocèse de Détroit,.
L’église Saint-Ignace à George Town est l’église parente de celle-ci et la seule autre église catholique dans les Îles Caïmans.